# Алтынова
Алтынова (тур. Altınova) — город и район в провинции Ялова Турции.

## Географическое положение
Город расположен в северо-западной части Турции, в анатолийской части Мраморноморского региона, южнее побережья Измитского залива Мраморного моря.

## Населённые пункты района
- Субаши
- Тавшанлы